# Lliga espanyola de rugbi
La lliga espanyola de rugbi és la màxima competició de rugbi a 15 disputada a Espanya. Tot i que les primeres edicions es disputaren els anys 1953 i 1954, no fou fins al 1970 que tingué continuïtat definitiva. Alguns anys la lliga es disputà en quatre grups. L'any 1979 no es disputà fase final entre els quatre campions.
La màxima divisió s'anomena Divisió d'Honor i actualment (temporada 2018-19) està formada per 12 equips. La segona categoria, Divisió d'Honor B, està formada per tres grups de 12 equips cadascun. Els dos primers de cada grup i els 2 millors tercers disputen posteriorment un play-off d'ascens en els quals el campió ascendeix directament a la Divisió d'Honor i el subcampió disputarà una eliminatòria d'ascens amb l'onzè classificat de la Divisió d'Honor.
El guanyador de la lliga pot participar en l'European Rugby Continental Shield, la tercera competició europea en importància de clubs. Tot i això, la participació és voluntària i el més habitual els darrers anys és la renúncia del campió de la lliga a participar-hi.

## Sistema de competició
El sistema de competició consisteix en una lliga de dues voltes (anada i tornada), amb un total de 22 jornades i 132 partits. Finalitzada aquesta, els 6 primers es classifiquen pels play-off al títol, l'onzè classificat jugarà un play-off de permanència contra el subcampió de la Divisió d'Honor B i el dotzè classificat, perdrà la categoria.
El play-off pel títol es disputa de la següent manera: l'eliminatòria de quarts de final, enfronta al tercer classificat contra el sisè i al quart contra el cinquè, a partit únic al camp de l'equip millor classificat a la lliga regular. A semifinals, l'equip classificat en primera posició de la lliga regular, rebrà al guanyador de l'eliminatòria entre el quart i el cinquè, mentre que el segon classificat farà el mateix amb el guanyador de l'altra eliminatòria de quarts. Els dos vencedors, disputaran la final, a partit únic a camp del millor classificat de la fase regular de la lliga.
El sistema de puntuació és el següent:
- Cada victòria suma 4 punts.
- Cada empat suma 2 punts.
- L'equip que guanya per 3 o més assajos de diferència respecte al rival suma un punt de bonus ofensiu.
- L'equip que perd per una diferència de 7 o menys punts suma un punto de bonus defensiu.

## Equips participants
A la temporada 2021-22 hi participen dotze equips:
- VRAC Quesos Entrepinares
- Lexus Alcobendas Rugby
- Futbol Club Barcelona
- Recoletas Burgos - Universidad de Burgos
- Ciencias Enerside
- Complutense Cisneros
- SilverStorm El Salvador
- Bizkaia Gernika RT
- CR La Vila
- CP Les Abelles
- Ampo Ordizia RE
- UE Santboiana

## Palmarès
| En negreta = Equip guanyador (1) = Nombre de títols (prò.) = Pròrroga Nota: Noms dels equips segons l'època. |

| Edició                                   | Temp.                    | Data                     | Campió                        | Resultat                 | Subcampió                | Seu                                        | refs                     |
| Campionat Lliga Nacional                 | Campionat Lliga Nacional | Campionat Lliga Nacional | Campionat Lliga Nacional      | Campionat Lliga Nacional | Campionat Lliga Nacional | Campionat Lliga Nacional                   | Campionat Lliga Nacional |
| ---------------------------------------- | ------------------------ | ------------------------ | ----------------------------- | ------------------------ | ------------------------ | ------------------------------------------ | ------------------------ |
| I                                        | 1952-53                  | N/D                      | FC Barcelona (1)              | lligueta                 | Atlético de Madrid       | N/D                                        | [ 3 ]                    |
| II                                       | 1953-54                  | N/D                      | FC Barcelona (2)              | lligueta                 | Atlético de Madrid       | N/D                                        | [ 3 ]                    |
| No es disputà entre 1955 i 1969          |                          |                          |                               |                          |                          |                                            |                          |
| III                                      | 1969-70                  | N/D                      | Atlético San Sebastián (1)    | lligueta                 | FC Barcelona             | N/D                                        |                          |
| IV                                       | 1970-71                  | N/D                      | Canoe NC (1)                  | lligueta                 | CR El Salvador           | N/D                                        |                          |
| V                                        | 1971-72                  | N/D                      | Canoe NC (2)                  | lligueta                 | CR El Salvador           | N/D                                        |                          |
| VI                                       | 1972-73                  | N/D                      | Canoe NC (3)                  | lligueta                 | CD Arquitectura          | N/D                                        |                          |
| VII                                      | 1973-74                  | N/D                      | CD Arquitectura (1)           | lligueta                 | CN Barcelona             | N/D                                        |                          |
| VIII                                     | 1974-75                  | N/D                      | CD Arquitectura (2)           | lligueta                 | CR Cisneros              | N/D                                        |                          |
| IX                                       | 1975-76                  | N/D                      | CR Cisneros (1)               | lligueta                 | CD Arquitectura          | N/D                                        |                          |
| X                                        | 1976-77                  | N/D                      | CD Arquitectura (3)           | lligueta                 | CAU Madrid               | N/D                                        |                          |
| XI                                       | 1977-78                  | N/D                      | Atlético San Sebastián (2)    | lligueta                 | CD Arquitectura          | N/D                                        |                          |
| XII                                      | 1978-79                  | Grup Nord                | Atlético San Sebastián (3)    | lligueta                 | Hernani RC               | N/D                                        |                          |
| XII                                      | 1978-79                  | Grup Centre              | CAU Madrid (1)                | lligueta                 | CR Cisneros              | N/D                                        |                          |
| XII                                      | 1978-79                  | Grup Llevant             | RC Cornellà (1)               | lligueta                 | UE Santboiana            | N/D                                        |                          |
| XII                                      | 1978-79                  | Grup Sud                 | Amigos del Rugby (1)          | lligueta                 | Sevilla FC               | N/D                                        |                          |
| XIII                                     | 1979-80                  | N/D                      | CAU Madrid (2)                | lligueta                 | Hernani RC               | N/D                                        |                          |
| XIV                                      | 1980-81                  | N/D                      | CD Arquitectura (4)           | lligueta                 | Hernani RC               | N/D                                        |                          |
| XV                                       | 1981-82                  | N/D                      | CD Arquitectura (5)           | lligueta                 | Hernani RC               | N/D                                        |                          |
| Campionat Lliga Nacional Divisió d'Honor |                          |                          |                               |                          |                          |                                            |                          |
| XVI                                      | 1982-83                  | N/D                      | RC València (1)               | lligueta                 | Atlético San Sebastián   | N/D                                        |                          |
| XVII                                     | 1983-84                  | N/D                      | UE Santboiana (1)             | lligueta                 | Hernani RC               | N/D                                        | [ 4 ] [ 5 ]              |
| XVIII                                    | 1984-85                  | N/D                      | CR Cisneros (2)               | lligueta                 | Atlético San Sebastián   | N/D                                        |                          |
| XIX                                      | 1985-86                  | N/D                      | CD Arquitectura (6)           | lligueta                 | UE Santboiana            | N/D                                        |                          |
| XX                                       | 1986-87                  | N/D                      | UE Santboiana ONCE (2)        | lligueta                 | Xerox Arquitectura       | N/D                                        |                          |
| XXI                                      | 1987-88                  | N/D                      | Xerox Arquitectura (7)        | lligueta                 | UE Santboiana ONCE       | N/D                                        |                          |
| XXII                                     | 1988-89                  | N/D                      | UE Santboiana ONCE (3)        | lligueta                 | Complutense Cisneros     | N/D                                        | [ 6 ]                    |
| XXIII                                    | 1989-90                  | N/D                      | Xerox Arquitectura (8)        | lligueta                 | CR El Salvador           | N/D                                        |                          |
| XXIV                                     | 1990-91                  | N/D                      | El Salvador Grupo Torío (1)   | lligueta                 | CR Liceo Francés         | N/D                                        |                          |
| XXV                                      | 1991-92                  | N/D                      | El Monte Ciencias (1)         | lligueta                 | UE Santboiana            | N/D                                        | [ 7 ]                    |
| XXVI                                     | 1992-93                  | N/D                      | Xerox Getxo (1)               | lligueta                 | CR Liceo Francés         | N/D                                        | [ 7 ]                    |
| XXVII                                    | 1993-94                  | N/D                      | El Monte Ciencias (2)         | lligueta                 | Xerox Getxo              | N/D                                        | [ 7 ]                    |
| XXVIII                                   | 1994-95                  | N/D                      | Xerox Arquitectura (9)        | lligueta                 | Xerox Getxo              | N/D                                        |                          |
| XXIX                                     | 1995-96                  | N/D                      | UE Santboiana (4)             | lligueta                 | El Monte Ciencias        | N/D                                        |                          |
| XXX                                      | 1996-97                  | N/D                      | UE Santboiana (5)             | lligueta                 | Xerox Getxo              | N/D                                        |                          |
| XXXI                                     | 1997-98                  | N/D                      | Dulciora El Salvador (2)      | lligueta                 | UE Santboiana            | N/D                                        |                          |
| XXXII                                    | 1998-99                  | N/D                      | VRAC Quesos Entrepinares (1)  | lligueta                 | UE Santboiana            | N/D                                        |                          |
| XXXIII                                   | 1999-00                  | N/D                      | Complutense Canoe (4)         | lligueta                 | Dulciora El Salvador     | N/D                                        |                          |
| XXXIV                                    | 2000-01                  | N/D                      | VRAC Quesos Entrepinares (2)  | lligueta                 | Universitat de Sevilla   | N/D                                        |                          |
| XXXV                                     | 2001-02                  | N/D                      | La Moraleja Alcobendas (1)    | lligueta                 | Dulciora El Salvador     | N/D                                        |                          |
| XXXVI                                    | 2002-03                  | N/D                      | Dulciora El Salvador (3)      | lligueta                 | La Moraleja Alcobendas   | N/D                                        |                          |
| XXXVII                                   | 2003-04                  | N/D                      | Cetransa El Salvador (4)      | lligueta                 | UCM 2M12                 | N/D                                        |                          |
| XXXVIII                                  | 2004-05                  | N/D                      | UE Santboiana (6)             | lligueta                 | Cetransa El Salvador     | N/D                                        |                          |
| XXXIX                                    | 2005-06                  | N/D                      | UE Santboiana (7)             | lligueta                 | Cetransa El Salvador     | N/D                                        |                          |
| XL                                       | 2006-07                  | N/D                      | Cetransa El Salvador (5)      | lligueta                 | CRC Madrid               | N/D                                        |                          |
| XLI                                      | 2007-08                  | N/D                      | Cetransa El Salvador (6)      | lligueta                 | Ciencias Sevilla         | N/D                                        |                          |
| XLII                                     | 2008-09                  | N/D                      | Pozuelo CRC Madrid (5)        | lligueta                 | Cetransa El Salvador     | N/D                                        |                          |
| XLIII                                    | 2009-10                  | N/D                      | Cetransa El Salvador (7)      | lligueta                 | CR La Vila               | N/D                                        |                          |
| XLIV                                     | 2010-11                  | N/D                      | CR La Vila (1)                | lligueta                 | AMPO Ordizia             | N/D                                        |                          |
| XLV                                      | 2011-12                  | 12-05-2012               | VRAC Quesos Entrepinares (3)  | 22-10                    | AMPO Ordizia             | Campos de Pepe Rojo, Valladolid            | [ 8 ]                    |
| XLVI                                     | 2012-13                  | 02-06-2013               | VRAC Quesos Entrepinares (4)  | 27-25                    | UE Santboiana            | Campos de Pepe Rojo, Valladolid            | [ 9 ]                    |
| XLVII                                    | 2013-14                  | 01-06-2014               | VRAC Quesos Entrepinares (5)  | 26-15                    | SilverStorm El Salvador  | Campos de Pepe Rojo, Valladolid            | [ 10 ]                   |
| XLVIII                                   | 2014-15                  | 31-05-2015               | VRAC Quesos Entrepinares (6)  | 19-8                     | UE Santboiana            | Campos de Pepe Rojo, Valladolid            | [ 11 ]                   |
| XLIX                                     | 2015-16                  | 28-05-2016               | SilverStorm El Salvador (8)   | 24-23                    | VRAC Quesos Entrepinares | Campos de Pepe Rojo, Valladolid            |                          |
| L                                        | 2016-17                  | 27-05-2017               | VRAC Quesos Entrepinares (7)  | 15-6                     | SilverStorm El Salvador  | Campos de Pepe Rojo, Valladolid            |                          |
| LI                                       | 2017-18                  | 26-05-2018               | VRAC Quesos Entrepinares (8)  | 18-12                    | SilverStorm El Salvador  | Estadi José Zorrilla, Valladolid           |                          |
| LII                                      | 2018-19                  | 25-05-2019               | VRAC Quesos Entrepinares (9)  | 39-27                    | SilverStorm El Salvador  | Campos de Pepe Rojo, Valladolid            |                          |
| LIII                                     | 2019-20                  | N/D                      | VRAC Quesos Entrepinares (10) | lligueta                 | SilverStorm El Salvador  | N/D                                        | [ 12 ]                   |
| LIV                                      | 2020-21                  | 30-05-2021               | VRAC Quesos Entrepinares (11) | 19-15                    | Lexus Alcobendas         | Camp Las Terrazas, Alcobendas              | [ 13 ]                   |
| LV                                       | 2021-22                  | 05-06-2022               | UE Santboiana (8)             | 23-17                    | AMPO Ordizia             | Estadi Baldiri Aleu, Sant Boi de Llobregat | [ 14 ]                   |
| LVI                                      | 2022-23                  | 03-06-2023               | VRAC Quesos Entrepinares (12) | 40-34 (prò.)             | Universidad de Burgos    | Campos de Pepe Rojo, Valladolid            | [ 15 ]                   |
| LVII                                     | 2023-24                  | 26-05-2024               | VRAC Quesos Entrepinares (13) | 20-19                    | Universidad de Burgos    | Estadi Ciutat de València, València        |                          |

| Equip                            | Campió | Subcampió | Anys campió | Anys subcampió |
| -------------------------------- | ------ | --------- | --- | --- |
| Valladolid Rugby Asociación Club | 13     | 1         | 1998-99, 2000-01, 2011-12, 2012-13, 2013-14, 2014-15, 2016-17, 2017-18, 2018-19, 2019-20, 2020-21, 2022-23, 2023-24 | 2015-16 |
| Club Deportivo Arquitectura      | 9      | 4         | 1973-74, 1974-75, 1976-77, 1980-81, 1981-82, 1985-86, 1987-88, 1989-90, 1994-95                                     | 1972-73, 1975-76, 1977-78, 1986-87                                                                                  |
| Club de Rugby El Salvador        | 8      | 13        | 1990-91, 1997-98, 2002-03, 2003-04, 2006-07, 2007-08, 2009-10, 2015-16                                              | 1970-71, 1971-72, 1989-90, 1999-00, 2001-02, 2004-05, 2005-06, 2008-09, 2013-14, 2016-17, 2017-18, 2018-19, 2019-20 |
| Unió Esportiva Santboiana        | 8      | 8         | 1983-84, 1986-87, 1988-89, 1995-96, 1996-87, 2004-05, 2005-06, 2021-22                                              | 1978-79, 1985-86, 1987-88, 1991-92, 1997-98, 1998-99, 2012-13, 2014-15                                              |
| Club de Rugby CRC Pozuelo        | 5      | 2         | 1970-71, 1971-72, 1972-73, 1999-00, 2008-09                                                                         | 2003-04, 2006-07 |
| Club Atlético San Sebastián      | 3      | 2         | 1969-70, 1977-78, 1978-79                                                                                           | 1982-83, 1984-85 |
| Club de Rugby Cisneros           | 2      | 3         | 1975-76, 1984-85 | 1974-75, 1978-79, 1988-89                                                                                           |
| Ciencias Club de Rugby           | 2      | 2         | 1991-92, 1993-94 | 1995-96, 2007-08 |
| Futbol Club Barcelona            | 2      | 1         | 1952-53, 1953-54 | 1969-70 |
| CAU Madrid Rugby Club            | 2      | 1         | 1978-79, 1979-80 | 1976-77 |
| Getxo Rugby Taldea               | 1      | 3         | 1992-93 | 1993-94, 1994-95, 1996-97                                                                                           |
| Club Alcobendas Rugby            | 1      | 2         | 2001-02 | 2002-03, 2020-21 |
| Club de Rugby La Vila            | 1      | 1         | 2010-11 | 2009-10 |
| Club Amigos del Rugby de Sevilla | 1      |           | 1978-79 | |
| Rugby Club Cornellà              | 1      | 0         | 1978-79 | ― |
| Rugby Club València              | 1      | 0         | 1982-83 | ― |
| Hernani Rugby Elkartea           | 0      | 5         | ― | 1978-79, 1979-80, 1980-81, 1980-81, 1983-84                                                                         |
| Ordizia Rugby Elkartea           | 0      | 3         | ― | 2010-11, 2011-12, 2021-22                                                                                           |
| Club Atlético de Madrid          | 0      | 2         | ― | 1952-53, 1953-54 |
| Club de Rugby Liceo Francés      | 0      | 2         | ― | 1990-91, 1992-93 |
| Aparejadores Rugby Burgos        | 0      | 2         | ― | 2022-23, 2023-24 |
| Club Natació Barcelona           | 0      | 1         | ― | 1973-74 |
| Sevilla F.C.                     | 0      | 1         | | 1978-79 |
| Universidad de Sevilla           | 0      | 1         | | 2000-01 |

1. 1 2 3  La temporada 1978-79 no hi hagué campió de Lliga ja que es dividí la competició en quatre grups i no es realitzà la fase final corresponent.[3]